# 구약의 하나님 이름
이 문서는 기독교에서의 신의 이름들 중 구약성경에 나타나는 하나님의 이름을 다룬다. 고대사회에서 이름은 단순히 개인이나 사물을 식별하기 위해 실용적 목적으로 이름을 사용하는 현대 사회와 달리 신이나 인간에게 존재론적 의미를 부여했다. 고대 이스라엘 사람들에게 이름은 힘과 생명력으로 가득찬 것이었다. 성경에는 구체적인 하나님의 이름이 많이 나와있다. 이 여러 가지 이름들은 서로 다른 속성을 나타낸다.

## 하나님의 세 가지 대표적인 이름
구약 성경에서 주로 사용하는 하나님의 이름은 다음과 같다.
| 히브리어 | 한국어 (영어)     | 처음나온 구절 | 어원                              | 의미                                   |
| 엘로힘   | 하나님 (God)      | 창1:1         | alah- 맹세하다, 맹세로 구속하다   | 강한 창조자                            |
| 여호와   | 주, 여호와 (LORD) | 창2:4         | hayah- 되다, 계속 자신을 계시하다 | 자신을 계시하는 자, 스스로 존재하는 자 |
| 아도나이 | 주 (Lord)         | 창 15:2       | 주인이 되다                       | 종의 주인                              |

이 중 스스로 존재하는 자라는 의미인 여호와(야훼, יהוה)가 구약에서 6283번으로 가장 많이 사용되었다.

## 엘로힘

### 엘로힘 - 하나님[3]
엘로힘(히브리어: אֱלוֹהִים , אלהים; 신(神) 또는 신(神)들)은 성경에서 하나님을 지칭할 때 사용한 첫 이름이며 엘은 그냥 ‘하나님’이란 뜻, 영어로 번역하면 ‘God’으로 ‘강하다’는 뜻을 가진 엘과 ‘맹세하다’ 혹은 ‘맹세로 구속하다’의 뜻을 가진 알라에서 왔다. 또한, 어원상 강함, 힘, 능력 등을 강조하는 이름, 엘로하의 복수형으로 삼위일체 교리를 수용하는 이름이다.

#### 성경구절
성경에서 '엘로힘'이라는 단어는 2,600여회 나오며, 대부분은 ‘하나님’을 나타낸다. 이 세상, 사물 혹은 구원받지 못한 사람들과 관련된 신, 강한 창조주를 나타내기도 한다.
창1:1 태초에 하나님이 천지를 창조하시니라 (성경에서 처음으로 하나님을 지칭할 때 사용한 구절)

계 22:19 하나님이 이 두루마리에 기록된 생명나무와 및 거룩한 성에 참여함을 제하여 버리시리라 (성경에서 마지막으로 하나님을 지칭할 때 사용한 구절)
특히 성경에서는 가장 처음과 마지막에 하나님을 부를 때 이 단어를 사용한다.

### 엘 엘룐 - 지극히 높으신 하나님[5]

#### 뜻
엘 엘룐은 이방신과 관련있는 이름으로 엘 샤다이라는 칭호와 서로 연결되어 있다.
엘룐은 ‘가장 높은’ 혹은 ‘최고의’라는 뜻으로 여호와가 ‘신들의 신’ 혹은 ‘가장 높은 신’이심 나타낸다. 즉, 엘 엘룐은 “모든 신에 뛰어나신 하나님(지극히 높으신 하나님)”(시 136:2)이시며, “만왕의 왕”과 “만주의 주”(계 19:16)라는 의미이다.

#### 성경구절
시 136:2  신들 중에 뛰어난 하나님께 감사하라  
원문을 직역하면 '신들 중의 하나님'으로  '진정한 신, 참신이신 하나님'을 뜻하는 바, 비교가 안 될 만큼의 능력을 가진 주체로서 하나님을 강조하는 표현이다.
계 19:16  만왕의 왕이요 만주의 주라 하였더라
본문에서 그리스도의 칭호로 진술된 '만왕의 왕이요 만주의 주'는 구약 성경에서 하나님의 칭호로 나타난 것으로 종말에 대적자들을 파멸시키고 온 세상을 지배하며 통치하시는 그리스도의 절대적인 권력을 시사한다.

### 엘 로이 - 감찰하시는 하나님

#### 뜻
엘은 ‘하나님’이고, 로이는 '보다, 목격, 광경'이라는 뜻으로 ‘엘 로이’는 모든 것을 감찰하시는 하나님, 나를 지켜보시는 하나님, 나의 눈으로 확인한 하나님을 뜻하며, 하갈이 광야에서 하나님을 만나서 고백했던 이름으로 하나님께서는 인간의 고통과 아픔을 모른 체 하지 않고 보살핀다는 의미이다.

#### 성경구절
창 16:13 여호와의 이름을 나를 살피시는 하나님이라 하였으니 이는 내가 어떻게 여기서 나를 살피시는 하나님을 뵈었는고 함이라
절망 중에 처한 하갈이 광야에서 하나님에게서 도와주리라는 약속을 받고, 그분을 뵈온 감격에서 참회의 마음으로 부른 하나님의 이름이다.
욥 34:21 그는 사람의 길을 주목하시며 사람의 모든 걸음을 감찰하시나니
모든 것을 다 아시는 전지함을 언급함으로 하나님의 공의적 속성을 특히 감찰하는 '눈'을 공의로운 통치의 일환이라는 측면에서 강조하고 있다.

### 엘 샤다이 - 전능한 하나님

#### 뜻
전능한 하나님(God Almighty)이란 뜻이다. 그 어떤 존재와도 비교될 수 없는 은혜의 충만성과 하나님의 초월성, 그리고 영원하고 신실한 속성을 내포한 이름이다. 전능은 '절대적인 주권'과 '완전 거룩하신 뜻'과 깊게 연관된 하나님의 본성이다. '전능'은 오직 '하나님의 본성'안에서 '하나님이 원하시는 것'을 다 해낼 수 있음을 의미한다.

#### 성경구절
창세기 17: 1 나는 전능한 하나님이라 
전능한 하나님 은 엘(하나님)'과 솻다이(전능)의 복합어이다. 여기서 엘(하나님)의 어원인 울은 ‘능력 있다' , ‘강하다'라는 외미이다. 또한 ’솻다이'는 ~하는 자(쉐)와 층분한(따이)의 복합어로서 충족적인 자를 의미한다(Babylonian Talmud, Hagigah 12a). 그러므로 전능한 하나님은 권능이 있으면서 (자기) 층족적인 하나님'임을 나타내는 명칭이다.
출애굽기 6:3 내가 아브라함과 이삭과 야곱에게 전능의 하나님으로 나타났으나 
구약 성경에서 ‘샤다이’가 총 48회 나타나는데 대부분 ‘능력’과 관계를 맺고 있다.‘엘 (하나님)’로 시작되는 경우는 모두 7회이고 대부분 언약과 관련되어 사용되었다 ‘엘 샤다이’는 언약을 맺은 대상자에게  은혜를 베푸시고 ‘생육’ 하고 번성’ 하게 한다.

### 엘 올람 - 영생하시는 하나님

#### 뜻
하나님은 영원 / 영생하시다는 의미이다. 하나님을 뜻하는 ‘엘‘ 과 영원을 뜻하는 ’올람'이 결함되었다. 시간을 초월하여 존재하고 또 섭리하는 하나님의 영원성을 보여 주는 명칭이다. 본태 ‘올람'은 제한된 시간 속에서 오랜 기간을 나타낼 때 쓰는 말이지만 이 단어가 하나님과 함께 나올 때는 문자 그대로 ‘영원함’이란 뜻이 된다. 엘 올람은 시작과 끝이 없는 하나님, 하루가 천 년 같고 천 년이 하루 같은 하나님을 뜻하는 히브리 이름이다. 그분은 영원토록 변함없는 사랑을 소유한 분이라는 속성을 강조하는 것이다.

#### 성경구절
창 21:32-33 거기서 영원하신 여호와의 이름을 불렀으며
엘 올람은 이스라엘 민족이 형성되기 전 아브라함 시대부터 예배 의식에서 사용되어 왔으며 하나님을 찬양하는 최고의 호칭 중 하나로 쓰여졌다. 아브라함은 엘의 진정한 대상이신 하나님에 대한 명칭을 본문에서 영생하시는 하나님으로 부르고 있다.
사 40：28 너는 알지 못하였느냐 듣지 못하였느냐 영원하신 하나님 여호와
영원한 하나님 여호와는 구약성경에서 이스라엘 자손들이 고난과 억울한 상황에 가운데서 불신하는 그들에게 하나님 자신을 드러낸다. 엘올람은 창조자로서, 시간과 공간을 초월해 영원히 존재한다는 것에 대해 강조하는 표현이다. 백성들과 맺은 언약을 지키고 영원히 보호하겠다는 것을 나타낸다.

### 엘벧엘- 벧엘의 하나님

#### 뜻
벧엘의 하나님이란 뜻. 야곱이 벧엘에 세운 제단. 야곱이 형 에서의 노여움을 피해 밧단아람으로 도피하던 중 하나님께서 이곳에 나타나신 것을 기념하여 세운 단이다.

#### 성경구절
창세기 28장 19절 : 그 곳 이름을 벧엘이라 하였더라 이 성의 옛 이름은 루스더라

창세기 35장 7절 : 그가 거기서 제단을 쌓고 그 곳을 엘벧엘이라 불렀으니 이는 그의 형의 낯을 피할 때에 하나님이 거기서 그에게 나타나셨음이더라

### 엘로힘 차디크 – 의로우신 하나님

#### 뜻
의로우신 하나님이라는 뜻

#### 성경구절
시편 7편 9절 : 악인의 악을 끊고 의인을 세우소서 의로우신 하나님이 사람의 마음과 양심을 감찰하시나이다

시편 7편 11절 :  하나님은 의로운 재판장이심이여 매일 분노하시는 하나님이시로다

### 엘 카도쉬 - 하나님은 거룩하시다.

#### 뜻
카도쉬는 ‘거룩하다’라는 히브리어 단어이다. 거룩을 의미하는 ‘카도쉬’가 영어로 ‘cut’, 잘라낸다는 뜻이 있다. 카도쉬의 어근 qds는 본래 ‘분리‘, ‘격리’의 뜻을 지닌다. 거룩은 하나님이 피조물과 구별된 존재라는 하나님의 초월적 속성 그 자체를 나타내는 단어로 모든 자연적 피조물과 구별되는 하나님의 존재적 초월성과 모든 도덕적 피조물 위에 뛰어난 도덕적 완전성을 가리킨다.

#### 성경구절
겔36:23 “너희로 말미암아 나의 거룩함을 나타내리니”
이스라엘은 범죄로 인해 포로로 끌려가게 되었다. 이로 인해 이스라엘의 하나님의 이름의 거룩함도 더럽혀진 셈이다. 그러나 하나님께서는 스스로 자신의 이름을 위하여 이스라엘의 마음의 변화를 일으켜서 그들로 하여금 열방위에 하나님의 거룩함을 나타내신다.
사5:16 “거룩하신 하나님은 공의로우시므로 거룩하다”
타락하여 정의를 저버린 사람들과는 다르게 거룩하신 하나님은 공의와 정의으로시다.

## 야훼

### 야훼- 여호와

#### 뜻
야훼는 이스라엘의 하나님을 나타내는 고유명사이며, '여호와, 야훼'로 음역한다. 우리가 "여호와"라고 부르는 하나님의 명칭은 본래 히브리어 4자음 문자 '요드, 헤, 와우, 헤(YHWH)로 구성되어 있다. 이 신성 4문자(Tetragammaton)는 하나님의 인격적 이름으로 성경에서 창 2:4에 처음으로 나타나며, 구약성경을 일관해서 총 6,000여회 나타난다.
이 하나님의 이름은 한글 번역본의 개역(개역개정판)에서 "여호와", 공동번역에서 "야훼", 영역본에 Jehovah 라고 음역하고 있지만 그 정확한 발음을 알 수가 없다. 중세 어느 때에 그 정확한 발음을 잃어버린 것이다. 그러므로 신성 4문자에 대한 정확한 발음과 기원 및 의미는 상당한 논의의 주제가 되어왔다.

#### 야훼의 번역들[12]
하나님의 이름 YHWH는 마소라 본문에서 예호와(yehowah)로 나타난다. 우리가 지금 일반적으로 공인하고 있는 70인역본도 이 이름을 유대인들의 읽기를 따라 '퀴리오스'로 번역했다.
RSV와 다른 역본들도 이 이름이 본문에 나올 때는 언제나 주(LORD)라는 단어를 대문자로 기록함으로서 이 관계를 따르고 있다. 마찬가지로 라틴어 성경도 도미누스(Dominus: 주 Lord)라는 단어를 사용하고 있다.

#### 성경구절
창 2:4 이것이 천지가 창조될 때에 하늘과 땅의 내력이니 여호와 하나님이 땅과 하늘을 만드시던 날에(개역개정)

창 2:4 하늘과 땅을 지어내신 순서는 위와 같았다. 야훼 하느님께서 땅과 하늘을 만드시던 때였다(공동번역)
위의 설명대로 개역개정판에서는 여호와, 공동번역에서는 야훼 하느님으로 표현을 하고 있다.

### 야훼 로이 - 하나님은 나의 목자

#### 뜻
로이는 '기르다. 풀을 뜯기다, 양을 치다' 란 뜻의 '라아'에서 나온 단어로 “동료, 친구, 격려하다. 소중히하다. 또는 이끌다. 안내하며 지시하고 교훈하다”라는 말이다. 목자로 비유되신 하나님은 이스라엘의 구원자라는 의미를 갖고 있다. 여호와 로이라는 단어에는 1인칭(나)의 소유격을 나타내는 글자가 있다.

#### 성경 구절
시 23:1 “여호와는 나의 목자시니”
양들의 안전은 목자에게 달려있다. 그러므로 목자는 자기 생명을 바쳐서라도 양들의 안전을 책임진다. 
요 10:11 “선한 목자는 양들을 위하여 목숨을 버리거니와”
목자와 양의 관계는 서로가 서로를 아는 상호적인 관계이다. 그러므로 양들은 목자의 음성과 타인의 음성을 구별한다. 이는 기독교 신자들로 하여금 양들로서 항상 주님의 음성에 귀를 기울여야한다는 의미를 내포한다.

### 야훼 샤파트 - 심판하시는 하나님

#### 뜻
샤파트(동사)는 기본어근이며, '재판하다, 판결하다 judge, 다스리다, 통치하다 govern'를 의미한다. 구약성경에서 이 단어는 약 200회 나온다,
1. 지도자로 행동하는 것, 이것은 이스라엘의 회중(민 18:22-28), 개개의 사사들(신 1:16, 삿 16:31, 삼상 7:16, 삼상 7:17), 왕(삿 8:20), 메시야(시 72:4), 심지어 하나님 자신(시 96:13)에 의해서 행해질 수 있다. 하나님만이 참으로 궁극적인 주권을 행사하실 수 있다. 그는 "온 세상을 심판하시는 이"이시기 때문이다(창 18:25). 그러나 모세가 소송 사건들(형사 사건, 가정 사건, 종교적 사건 등등)을 판결할 때는 하나님을 대신하여, 하나님의 권위로 행동하는 것이며(출 18:13, 출 18:15), 이는 구약의 신권 정치(theocracy)에서 다른 통치자들에게도 마찬가지로 해당되는 사실이다(신 1:17).
2. 두드러진 것으로 샤파트는 민사, 가정사, 종교적 송사를 재판하는 것과 같이 논쟁을 일으키는 소송 사건을 판결하는 것을 의미한다. 이러한 경우에 재판관의 임무는 특별히 미쉬파트(분별, 공의)와 체데크/체다카(의)로 재판하는 것이며(시 72:2-4), 고발한 사건에서 의인들을 의롭다 하고 악인을 정죄하는 것(신 25:1)이다.
3. 단순히 법보다는 오히려 사람에 의하여 통치가 이루어지는 환경으로 인하여, 관원(쇼페트[재판하는 자])은 사법권은 물론 행정권도 가졌다. 관원은 또한 사법적인 판결을 집행하거나 집행하도록 하였다. 그러므로 예를 들어 다윗은 사울과 논쟁할 때 하나님께서 재판관으로 서실 것을 호소하면서 이렇게 선언한다: "여호와께서 재판장이 되어 나와 왕 사이에 판결하사 나의 사정을 살펴 신원하시고 나를 왕의 손에서 건지시기를(판단하시기를 원하나이다"(삼상 24:15). 따라서 여러 역본에서 건지다, 신원하다, 정죄하다, 벌하다와 같은 단어들과 사법적, 행정적 의미를 지닌 관련 단어들이 사용될 수 있는 것이다.

#### 성경구절
삿 11:27 내가 네게 죄를 짓지 아니하였거늘 네가 나를 쳐서 내게 악을 행하고자 하는도다 원하건대 심판하시는 여호와께서 오늘 이스라엘 자손과 암몬 자손 사이에 판결하시옵소서 하였으나
샤파트, 즉 심판자로서 하나님을 잘 나타낸 성경구절이다. 하나님께서 땅과 세계, 백성들을 심판한다는 구절이다.

### 야훼 체바오트 - 만군의 여호와

#### 뜻
만군의 여호와, 천사들의 하나님 : 하나님께서 천사(사자)들을 매개로 자신의 뜻을 이루신다는 의미를 함축한다. 죽은 자를 하나님 앞으로 인도하는 천사들의 하나님으로 우리를 육체적인 위험에서 우리를 보호하고(시편 91:11,12) 자녀를 돕기 위해 천상의 권세를 보내는 것을 의미한다. 또한 천상의 군대를 다스리시고 그들은 그분의 뜻에 복종할 것이라고 성경은 말한다.

#### 성경구절
구약에 280여회 사용, 사무엘서에서 처음 사용됨. 이사야 60여번, 예레미야 80여번, 학개서10여번, 스가랴서 50여번, 말라기 25번 나온다. 이스라엘이 믿음을 저버리고 여호와 체바오트가 그들과 함께 싸우지 아니하였기 때문에 전쟁에서 패하였고, 하나님께서 이스라엘을 돌이키기 위해 세운 선지자들은 가슴 아파하며 만군의 여호와의 이름을 전했을 것이라고 본다. 열왕기의 마지막에 그들은 포로가 되었지만 회개하기만 한다면 만군의 여호와는 다시 그들을 위해 싸우실 것이라 서술한다.
사6:3 “서로 창화하여 가로되 거룩하다 거룩하다 만군의 여호와여”
사10:24,”그러므로 주 만군의 여호와께서 이르시되 시온에 거룩하는 내 백성들아 앗수르가 애굽이 한 것처럼 막대기로 너를 때리며 몽둥이를 들어 너를 칠지라도 그를 두려워하지 말라”

학2:9 “이 성전의 나중 영광이 이전 영광보다 크리라 만군의 여호와의 말이니라 내가 이 곳에 평강을 주리라 만군의 여호와의 말이니라”

## 아도나이

### 아도나이 - 주

#### 뜻
아도나이는 주인이라는 뜻으로, 히브리어 아돈(Adon)에서 유래한다. 엘로힘과 같이 복수형으로 삼위일체를 함축한다. 주인과 종의 개인적인 관계를 표시하며, 주인은 종을 위하여 종이 필요한 의식주와 필수품을 제공하고 그 종이 자기 임무를 수행하도록 지도하고 훈련해야한다는 의미이다. 백성보다 하나님께 더 많은 책임을 부과하는 용어로 구약에 340번 등장한다. 언제부터인가 랍비들이 야훼(여호와)를 아도나이로 바꿔서 사용하기 시작한 것이다.

#### 성경구절
출4:10 “모세가 여호와께 아뢰되 오 주여 나는 본래 말을 잘 하지 못하는 자니이다 주께서 주의 종에게 명령하신 후에도 역시 그러하니 나는 입이 뻣뻣하고 혀가 둔한 자니이다”
수7:8 “주여 이스라엘이 그의 원수들 앞에서 돌아섰으니 내가 무슨 말을 하오리이까”

삿6:15 “그러나 기드온이 그에게 대답하되 오 주여 내가 무엇으로 이스라엘을 구원하리이까 보소서 나의 집은 므낫세 중에 극히 약하고 나는 내 아버지 집에서 가장 작은 자니이다 하니”

### 아도나이 야훼 - 주 여호와

#### 뜻
여호와라는 이름 속에 들어있는 특성보다는 하나님이 가지신 아도나이의 특성 혹은 주가 되시는 특성을 강조한 이름이다. 하나님은 항상 창조주이며 특별히 그분이 자기 백성의 주인이라는 사실을 가리킨다.

#### 성경구절
창15:2 “아브람이 이르되 주 여호와여 무엇을 내게 주시려 하나이까 나는 자식이 없사오니 나의 상속자는 이 다메섹 사람 엘리에셀이니이다”

렘1:6 “내가 이르되 슬프도소이다 주 여호와여 보소서 나는 아이라 말할 줄을 알지 못하나이다 하니”
예레미야가 주 여호와여(아도나이 여호와)를 부르며 말할 줄 모른다고 하자 하나님은 그의 주, 주인으로 예레미야가 자신의 지혜를 의지할 필요가 없다고 안심시키고(7절) 어떤 비난 속에서도 친히 그와 함께 하실 것을 약속하는(8절) 구절이다. 또한 성공의 이상을 보여주었다고 평가하기도 한다(18,19절).